# Saint-Ours (Savoie)
Saint-Ours ist eine französische Gemeinde mit 760 Einwohnern (Stand 1. Januar 2022) im Département Savoie in der Region Auvergne-Rhône-Alpes. Sie gehört zum Arrondissement Chambéry und ist Mitglied im Gemeindeverband Communauté d’agglomération Grand Lac. Die Bewohner werden Saint-Oursiens und Saint-Oursiennes genannt.

## Geographie
Saint-Ours liegt auf 570 m, etwa 22 Kilometer nördlich der Präfektur Chambéry und 19 Kilometer südwestlich der Stadt Annecy (Luftlinie). Das Dorf erstreckt sich im südlichen Albanais, im Alpenvorland westlich des Massivs der Bauges, an aussichtsreicher Lage an einem nach Südwesten geneigten Hang über dem Tal der Sierre.
Die Fläche des 4,59 km² großen Gemeindegebiets umfasst einen Abschnitt des Albanais. Das Gebiet liegt in einem Molassehügelland am Fuß des Massivs der Bauges. Es wird durch die Sierre und ihre Seitenbäche nach Westen zum Lac du Bourget entwässert. Vom Tal der Sierre erstreckt sich das Gemeindeareal nordwärts auf das Plateau von La Forêt und über den Hang von Saint-Ours bis auf die Höhe von Chainaz. Hier wird mit 690 m die höchste Erhebung von Saint-Ours erreicht. Die Gemeinde liegt innerhalb des Regionalen Naturparks Massif des Bauges (frz.: Parc naturel régional du Massif des Bauges).
Zu Saint-Ours gehören neben dem eigentlichen Ortskern auch verschiedene Weilersiedlungen und Gehöfte, darunter:
- Bassa (500 m) in einer Talmulde am Fuß der Montagne de Bange und Standort des Gemeindeamtes (Mairie)
- La Forêt (483 m) auf der Höhe zwischen der Talsenke des Albanais und dem Tal der Sierre
- L’Écluse (520 m) am Hang unterhalb des Dorfes
- Vingerel (550 m) am Westabhang der Höhe von Chainaz

Nachbargemeinden von Saint-Ours sind Chainaz-les-Frasses im Norden, Cusy im Osten, Saint-Offenge im Süden sowie Entrelacs im Westen.

## Geschichte
Das Gemeindegebiet von Saint-Ours war bereits während der Römerzeit besiedelt, was anhand zahlreicher Spuren aus dieser Zeit nachgewiesen werden konnte. Der um 1250 erstmals erwähnte  Ortsname geht auf den heiligen Ursus von Solothurn zurück. Im Mittelalter gehörte Saint-Ours zur Herrschaft Cusy. Ab 1730 wurde das Dorf bekannt als Standort einer Manufaktur, welche Luxusgeschirr produzierte.

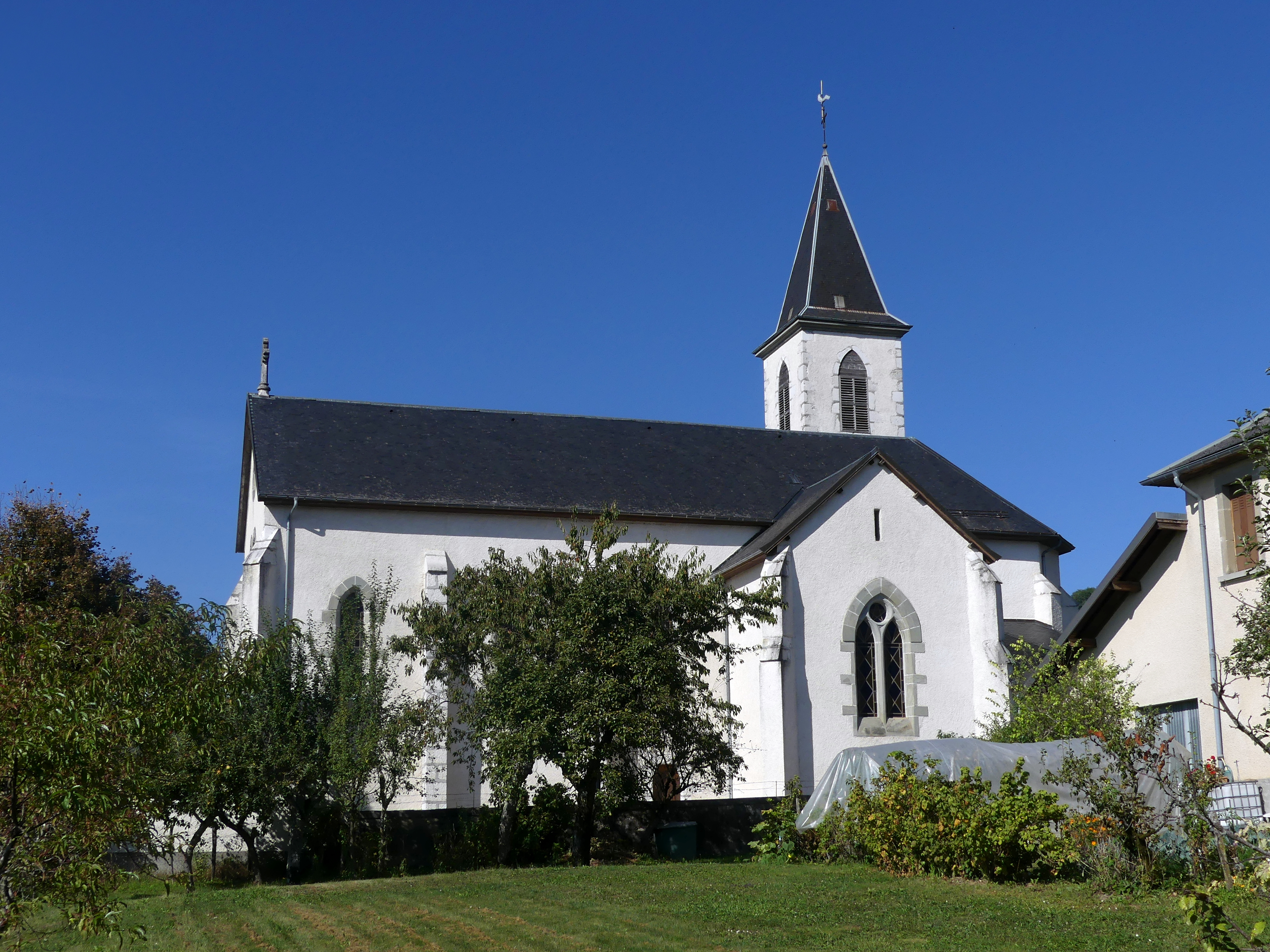
Pfarrkirche Saint-Ours, Südseite

## Sehenswürdigkeiten
Die Pfarrkirche Saint-Ours wurde 1868 erbaut.

## Bevölkerung
| Jahr                       | 1962 | 1968 | 1975 | 1982 | 1990 | 1999 | 2006 | 2011 | 2020 |
| Einwohner                  | 265  | 239  | 232  | 313  | 344  | 374  | 494  | 558  | 732  |
| Quellen: Cassini und INSEE |      |      |      |      |      |      |      |      |      |

Mit 760 Einwohnern (Stand 1. Januar 2022) gehört Saint-Ours zu den kleinen Gemeinden des Département Savoie. Nachdem die Einwohnerzahl im 20. Jahrhundert rückläufig war, wurde seit Beginn der 1980er Jahre dank der attraktiven Wohnlage wieder eine deutliche Bevölkerungszunahme verzeichnet.

## Wirtschaft und Infrastruktur
Saint-Ours ist bis heute ein landwirtschaftlich geprägtes Dorf, das vorwiegend auf die Milchproduktion ausgerichtet ist. Daneben entstanden in der letzten Zeit verschiedene Betriebe des lokalen Kleingewerbes. Mittlerweile hat sich das Dorf auch zu einer Wohngemeinde entwickelt. Viele Erwerbstätige sind Wegpendler, die in den größeren Ortschaften der Umgebung sowie im Raum Chambéry und Annecy ihrer Arbeit nachgehen.
Die Ortschaft liegt abseits der größeren Durchgangsstraßen. Die Hauptzufahrt erfolgt von der Departementsstraße D911, die von Grésy-sur-Aix nach Cusy führt. Weitere Straßenverbindungen bestehen mit Chainaz-les-Frasses, Épersy und Saint-Offenge-Dessous. Der nächste Anschluss an die Autobahn A41 befindet sich in einer Entfernung von rund 10 Kilometern.

### Ausbildung
In Saint-Ours befindet sich eine Vor- und Grundschule (école primaire).